# 自動車学校前駅
自動車学校前駅（じどうしゃがっこうまええき）は、静岡県浜松市中央区有玉南町にある遠州鉄道鉄道線の駅。駅番号はET08。

## 歴史

### 駅名の由来
当初の駅名である市場駅については開業当時、この近隣に大きな市場があったことに由来する。その後、遠鉄自動車学校が開校したことで現在の駅名に改称された。

### 年表
- 1909年（明治42年）12月6日：市場駅（いちばえき）として開業。
- 1923年（大正12年）4月1日：遠州市場駅に改称。
- 1964年（昭和39年）9月5日：駅前の貨物総合駅用地に遠鉄自動車学校が開校。
- 1966年（昭和41年）4月1日：自動車学校前駅に改称。
- 1974年（昭和49年）9月頃：無人駅化。

## 駅構造
島式ホーム1面2線を有する地上駅。列車交換時以外は上下線共西側線路を使用する。
ホーム東側に建つ集合住宅「遠鉄ハイツ自校駅ビル」1階の一部が駅舎（待合室）として用いられ券売機も置かれているが、終日無人駅である。ホームへの移動時は構内踏切を渡る。なお、1階の残り部分には複数の店舗が入居し、2階以上が住居用区画となっている。同ビルの上島方に隣接して駐輪場（収容184台）が存在する。
この駅に隣接する遠鉄自動車学校の敷地は、元々は鉄道貨物輸送が盛んだった頃に遠州鉄道が貨物ターミナルを作る目的で用地を取得したものである。しかしモータリゼーションの波に遭って貨物輸送が激減したため大掛かりな貨物輸送計画は頓挫してしまう。そこで遠鉄はモータリゼーションからのマイカーブームに着目し、当時は数が少なかった自動車教習所を貨物ターミナル予定地に設置した。

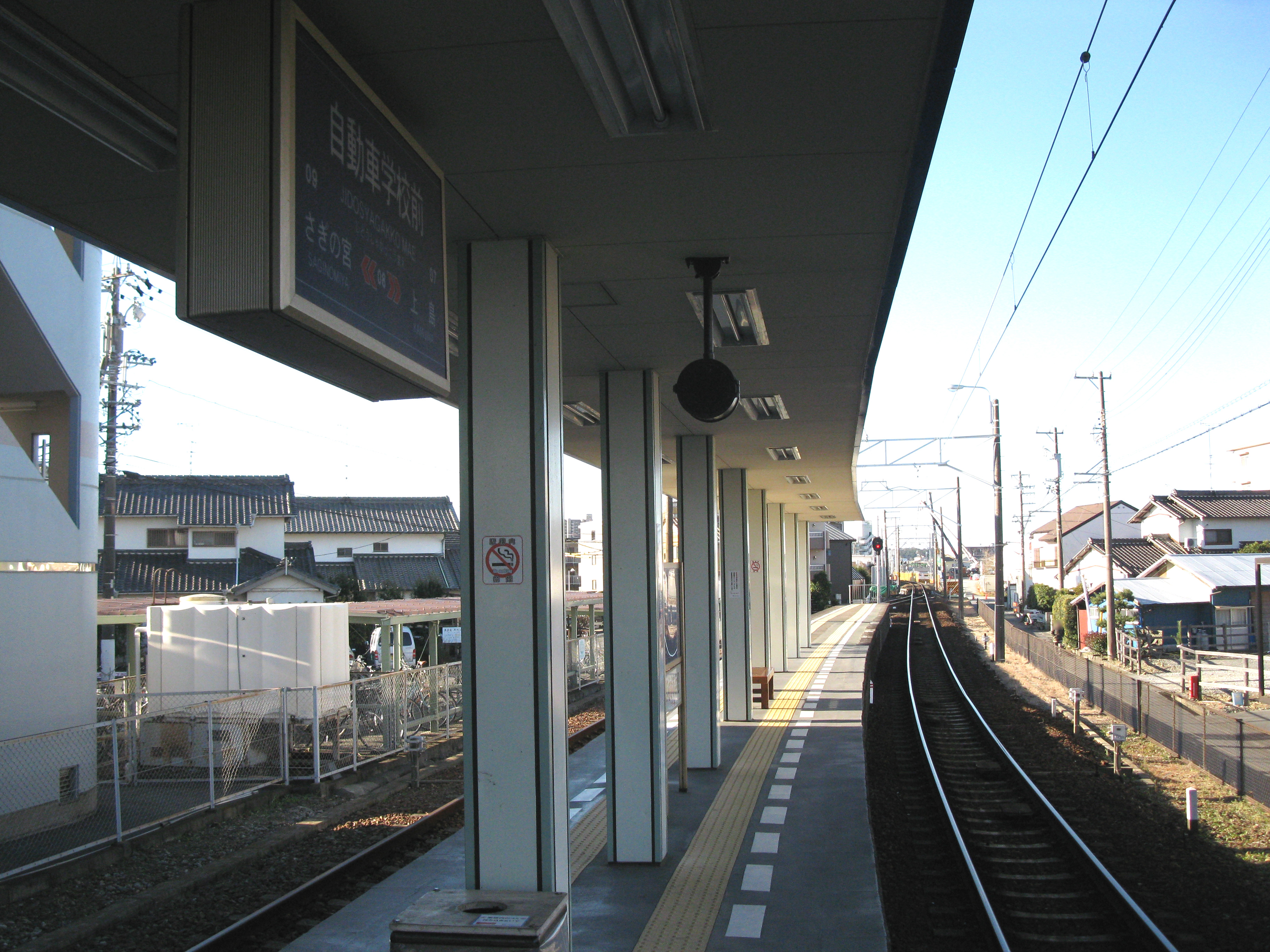
ホーム

### のりば
| ホーム | 路線            | 方向 | 行先             |
| ------ | --------------- | ---- | ---------------- |
| 西側   | ■遠州鉄道鉄道線 | 下り | 浜北・西鹿島方面 |
| 東側   | ■遠州鉄道鉄道線 | 上り | 新浜松方面       |

## 利用状況
2019年度（令和元年度）の乗車人員は368,877人（全18駅中13位）、降車人員は366,781人（同14位）である。主として通学・通勤用に利用される。
1980年度（昭和55年度）以降の乗車人員および降車人員は次の表のとおりである。
| 年間の乗車人員・降車人員の推移 | 年間の乗車人員・降車人員の推移 | 年間の乗車人員・降車人員の推移 | 年間の乗車人員・降車人員の推移 |
| 年度                           | 遠州鉄道                       | 遠州鉄道                       | 出典・備考                     |
| 年度                           | 乗車人員                       | 降車人員                       | 出典・備考                     |
| ------------------------------ | ------------------------------ | ------------------------------ | ------------------------------ |
| 1980年度（昭和55年度）         | 414,718 人                     | 416,504 人                     | [ 3 ]                          |
| 1981年度（昭和56年度）         | 405,143 人                     | 418,750 人                     | [ 4 ]                          |
| 1982年度（昭和57年度）         | 410,116 人                     | 414,173 人                     | [ 5 ]                          |
| 1983年度（昭和58年度）         | 364,096 人                     | 372,166 人                     | [ 6 ]                          |
| 1984年度（昭和59年度）         | 335,865 人                     | 346,482 人                     | [ 7 ]                          |
| 1985年度（昭和60年度）         | 330,476 人                     | 338,551 人                     | [ 8 ]                          |
| 1986年度（昭和61年度）         | 373,605 人                     | 382,508 人                     | [ 9 ]                          |
| 1987年度（昭和62年度）         | 387,211 人                     | 402,936 人                     | [ 10 ]                         |
| 1988年度（昭和63年度）         | 425,805 人                     | 430,352 人                     | [ 11 ]                         |
| 1989年度（平成元年度）         | 441,953 人                     | 439,224 人                     | [ 12 ]                         |
| 1990年度（平成2年度）          | 448,492 人                     | 447,661 人                     | [ 13 ]                         |
| 1991年度（平成3年度）          | 468,891 人                     | 466,672 人                     | [ 14 ]                         |
| 1992年度（平成4年度）          | 437,533 人                     | 436,338 人                     | [ 15 ]                         |
| 1993年度（平成5年度）          | 457,055 人                     | 455,787 人                     | [ 16 ]                         |
| 1994年度（平成6年度）          | 435,704 人                     | 433,788 人                     | [ 17 ]                         |
| 1995年度（平成7年度）          | 449,066 人                     | 448,171 人                     | [ 18 ]                         |
| 1996年度（平成8年度）          | 431,093 人                     | 427,315 人                     | [ 19 ]                         |
| 1997年度（平成9年度）          | 425,407 人                     | 420,976 人                     | [ 20 ]                         |
| 1998年度（平成10年度）         | 395,041 人                     | 392,514 人                     | [ 21 ]                         |
| 1999年度（平成11年度）         | 361,375 人                     | 363,064 人                     | [ 22 ]                         |
| 2000年度（平成12年度）         | 339,837 人                     | 341,541 人                     | [ 23 ]                         |
| 2001年度（平成13年度）         | 319,408 人                     | 318,024 人                     | [ 24 ]                         |
| 2002年度（平成14年度）         | 299,501 人                     | 298,779 人                     | [ 25 ]                         |
| 2003年度（平成15年度）         | 329,309 人                     | 328,210 人                     | [ 26 ]                         |
| 2004年度（平成16年度）         | 319,891 人                     | 323,007 人                     | [ 27 ]                         |
| 2005年度（平成17年度）         | 321,969 人                     | 318,022 人                     | [ 28 ]                         |
| 2006年度（平成18年度）         | 319,280 人                     | 317,748 人                     | [ 29 ]                         |
| 2007年度（平成19年度）         | 321,281 人                     | 318,876 人                     | [ 30 ]                         |
| 2008年度（平成20年度）         | 322,836 人                     | 319,348 人                     | [ 31 ]                         |
| 2009年度（平成21年度）         | 321,679 人                     | 318,541 人                     | [ 32 ]                         |
| 2010年度（平成22年度）         | 317,590 人                     | 315,302 人                     | [ 33 ]                         |
| 2011年度（平成23年度）         | 318,219 人                     | 317,190 人                     | [ 34 ]                         |
| 2012年度（平成24年度）         | 331,778 人                     | 329,593 人                     | [ 35 ]                         |
| 2013年度（平成25年度）         | 337,276 人                     | 331,976 人                     | [ 36 ]                         |
| 2014年度（平成26年度）         | 350,348 人                     | 349,619 人                     | [ 37 ]                         |
| 2015年度（平成27年度）         | 354,991 人                     | 353,216 人                     | [ 38 ]                         |
| 2016年度（平成28年度）         | 355,477 人                     | 351,717 人                     | [ 39 ]                         |
| 2017年度（平成29年度）         | 354,516 人                     | 351,125 人                     | [ 40 ]                         |
| 2018年度（平成30年度）         | 359,565 人                     | 355,907 人                     | [ 41 ]                         |
| 2019年度（令和元年度）         | 368,877 人                     | 366,781 人                     | [ 2 ]                          |

## 駅周辺
- 遠鉄自動車学校
- 静岡県立浜松技能開発専門校（浜松テクノカレッジ）
- とぴあ浜松農業協同組合 本店
- 浜松毎日ボウル
- 文具ぷらす あず
- 西友 楽市浜松有玉南店
- イオンモール浜松市野（徒歩15分）
- カインズ浜松市野店

## バス路線
- 東名ハイウェイバスやe-wingの東名浜松北バス停が北西徒歩約5分のところにある。停車便の詳細は当該記事を参照。

## 隣の駅
遠州鉄道
■鉄道線
上島駅（ET07） - 自動車学校前駅（ET08） - さぎの宮駅（ET09）